# Sepulcre d'Hug de Cardona
El sepulcre d'Hug de Cardona és una talla en alabastre i pedra de Montjuïc amb restes de policromia i vidrat feta per Joan de Tournai l'any 1327 en estil gòtic. L'escultura és el sepulcre d'Hug de Cardona.
Procedeix de la capella de Sant Antoni de la catedral de Barcelona.